# Amr Dijáb
Amr Abd el-Bászet Dijáb, gyakran Amr Diab (arab betűkkel عمرو عبد الباسط دياب – ʿAmr ʿAbd al-Bāsiṭ Diyāb; Búr Szaíd, 1961. október 11. –) egyiptomi arab énekes.
A közel-keleti térség egyik leghíresebb énekese. 1986-ban szerezte diplomáját arab zenéből. Hatéves volt, amikor először énekel, a júliusi forradalom ünnepélyén. Port Szaíd kormányzója egy gitárt ajándékozott neki énekesi tehetsége miatt. 1982-ben Kairóba költözött Hani Shenoda zeneszerző kérésére és még abban az évben kiadta első albumát Sing from your heart címmel.
1992-ben az arab világ leghíresebb popénekesének tartják. Főbb albumai: Amarain, Awedoony és Welomony.
Sább Háleddel és Angela Dimitriuval közösen írt számai hatalmas slágerek voltak a Közel-Keleten. Leghíresebb dala a Núr el-ajn, („A szem fénye”) mellyel több zenei díjat nyert.